# Rodrigo Manrique
Rodrigo Manrique, conde de Paredes de Nava (1406 - 11 de novembro de 1476) foi um nobre e militar espanhol de reconhecido prestígio, ganhando grande parte de seus combates contra os muçulmanos na Guerra de Reconquista. Esteve ao lado dos infantes de Aragão em seu enfrentamento contra João II de Castela e Álvaro de Luna. Foi Grão-Mestre da Ordem de Santiago, de 1474 até a sua morte. 